# Лукаш Зьявинський
Лукаш Зьявинський (пол. Łukasz Zjawiński, нар. 11 липня 2001, Пщина, Польща) — польський футболіст, нападник клубу «Лехія» (Гданськ).

## Ігрова кар'єра

### Клубна
Лукаш Зьявинський перші кроки у футболв робив у своєму рідному місті Пщина. Пізніше він проходив вишкіл в молодіжних командах клубів Екстракласи «Гурник» Забже та столичної «Легії».
З 2018 року футболіст грав за другу команду «Легії». Але 2019 рік він провів в оренді у клубі «Сталь» з міста Стальова Воля. Влітку 2020 року Зьявинський перейшов до клубу «Сталь» (Мелець), у складі якого і дебютував на професійному рівні.
Вже через рік Зьявинський перейшов до гданської «Лехії». Другу половину сезону 2021/22 нападник провів в оренді у клубі Першої ліги «Сандеція». Після повернення до Гданська, наступний сезон 2022/23 Зьявинський також грав в оренді у «Відзеві». За результатами того сезону «Лехія» вибула з Екстракласи і нападник повернувся до клубу. Новий сезон він розпочав у Першій лізі 22 липня, коли вийшов у старті на матч проти «Хробри».

### Збірна
З 2017 року Лукаш Зьявинський захищав кольори юнацьких збірних Польщі.